# Selome Emnetu
Selome Emnetu, née en 1981, est une actrice norvégienne.

## Biographie
Salome Emnetu est originaire de Stavanger, une ville de l'ouest de la Norvège, avec des origines d'Érythrée,. Elle étudie de 2011 à 2014 à la Statens teaterhøgskole, au département de théâtre de l'Académie des Beaux-Arts d'Oslo,. Elle obtient un poste permanent au Théâtre national d'Oslo et apparait dans des productions telles que Bérénice et Amazonas. Salome Emnetu accède à la notoriété grâce à son rôle de Hilde Djupvik dans la série télévisée Occupied. 
Elle joue dans la série de calendriers de l'Avent Luka et le Théâtre Magique, diffusée pour la première fois en décembre 2021. En 2022, elle a été nommée pour le Prix de théâtre norvégien Heddaprisen dans la catégorie Meilleure actrice dans un rôle principal pour son travail dans la pièce De må føde oss eller pule oss for å elske oss.

## Distinctions
- 2022, nomination dans la catégorie « Meilleure actrice/Rôle principal » au Heddaprisen (pour De må føde oss eller pule oss for å elske oss )[7]

## Filmographie (sélection)
(février 2025).
- 2014–2016 : Le Troisième Œil (série télévisée, 5 épisodes)
- 2015–2020 : Occupied (série télévisée, 24 épisodes)[8]
- 2016 : Mammon (série télévisée, 1 épisode)
- 2017 : Ikke din skyld (série télévisée, 1 épisode)
- 2017–2018 : Side om side (série télévisée, 4 épisodes)
- 2018 : ZombieLars (série télévisée, 1 épisode)
- 2018 : Quand je tombe
- 2018 : Aber Bergen (série télévisée, 1 épisode)
- 2018–2019 : Lik meg (série télévisée, 6 épisodes)
- 2019 : Grange
- 2019 : Crise
- 2019 : Possédée (série TV, 8 épisodes)
- 2019 : Idéal pour (série télévisée, 1 épisode)
- 2020 : Allerud VGS (série télévisée, 4 épisodes)
- 2020 : Novembre en solo
- 2020 : Stjernestøv (série télévisée, 12 épisodes)
- 2021 : Le voyage - Un week-end meurtrier[8]
- 2021 : Luka et le Théâtre Magique ( Kristiania magiske tivolitheater, série TV, 24 épisodes)
- 2022–2024 : Superhero Academy ( Superheltskolen, série télévisée, 19 épisodes)
- 2023 : La Forteresse ( Festning Norge, série TV, 7 épisodes)[9].
- 2024 : Rêves (Drømmer)[8]